# Yassin Ayoub
Yassin Ayoub (al-Hoseyma, 6 marzo 1994) è un calciatore olandese, centrocampista svincolato.

## Biografia
Yassin si trasferisce con la sua famiglia, all'età di cinque anni, dal Marocco ad Amsterdam.

## Carriera

### Club
Iniziò a giocare a calcio nel club dilettantistico dell'ASV De Dijk, per poi passare alle giovanili dell'Haarlem.
Ayoub ha giocato fino al 2008 nelle formazioni giovanili dell'Ajax, per poi trasferirsi all'Utrecht. Il 27 gennaio 2013, entrando nella mezz'ora finale al posto dell'infortunato Adam Sarota, ha fatto il suo debutto in prima squadra nella partita in casa contro il Willem II, valida per la ventesima giornata di Eredivisie 2012-2013.
Resta all'Utrecht fino all'estate del 2018, quando si trasferisce al Feyenoord. Nell'estate del 2020 va in Grecia, vestendo la maglia del Panathīnaïkos con cui vince la Coppa nazionale 2021-2022. Nell'estate del 2022 fa ritorno nei Paesi Bassi siglando un accordo con l'Excelsior.

### Nazionale
Ha scelto di rappresentare le nazionali giovanili del suo paese di adozione, i Paesi Bassi, vantando presenze in Under-17, Under.18, Under-19 e Under-21. In particolare con l'Under-17 ha vinto il Campionato europeo di calcio Under-17 2011.

## Palmarès

### Club

#### Competizioni nazionali
- Coppa di Grecia: 1

Panathīnaïkos: 2021-2022

### Nazionale
- Campionato europeo di calcio Under-17

2011